# Соколов, Виктор Евгеньевич
Виктор Евгеньевич Соколов (7 января 1935, Челябинск — 5 сентября 1996) — советский хоккеист, нападающий. Мастер спорта СССР (1957). Заслуженный тренер РСФСР.

## Биография
Воспитанник СК ЧТЗ, тренер С. И. Захватов.
За челябинский «Дзержинец» — «Авангард» — «Трактор» в чемпионате СССР провёл 9 сезонов. Играл за челябинские «Металлург» (1961/62 — 1962/63) и «Буревестник» (1963.64).
Чемпион Всемирных студенческих игр 1956.
Окончил факультет физвоспитания Челябинского педагогического института (1964). Играющий тренер (1964/65), тренер (1965/66) в «Буревестнике». В 1966—1979 годах — второй тренер в «Тракторе».
С 1979 года — в хоккейной школе ЧТЗ. С 1980 года — тренер команды 1973 года рождения, с которой выигрывал турниры «Олимпийские надежды России», отраслевой чемпионат «Труд», чемпионат СССР среди молодежи (1990/91, команда ШВСМ), чемпионат СНГ (1991/92). Среди воспитанников — Равиль Гусманов, Андрей Сапожников, Максим Смельницкий, Дмитрий Демидов, Алексей Чикалин, Артём Копоть, а также хоккеисты, погибшие в железнодорожной катастрофе под Уфой (1989).
После закрытия ШВСМ в 1992 году из-за финансовых проблем лето проработал в «Тракторе-2», но из-за низкой зарплаты перешел в хоккейную школу ГорОНО, где провёл сезон. В сезонах 1994/95 — 1995/96 — главный тренер «УралАЗа» Миасс.